# Copiapoa montana
Copiapoa montana es una especie de planta suculenta perteneciente al género Copiapoa, dentro de la familia Cactaceae. Es endémica del norte de Chile (concretamente del suroeste de la región de Antofagasta).

## Descripción

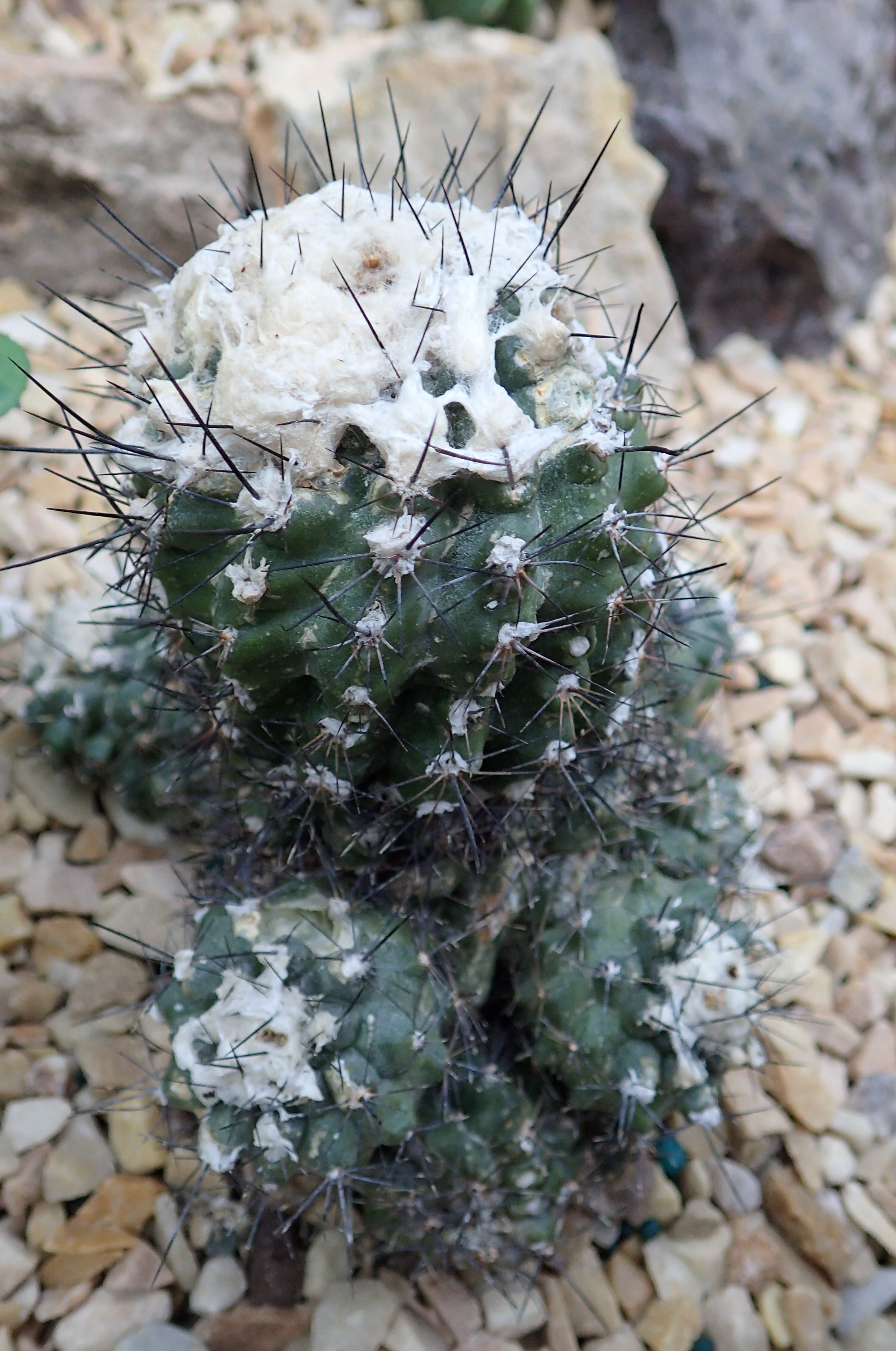
Detalle del ápice lanoso

Copiapoa montana es una especie de cactus poco ramificado que puede formar pequeños grupos. Su forma va de esférica a ligeramente cilíndrica y son de color gris verdoso, aunque en pleno sol adquieren tonos marrones. Miden de 5 a 20 cm de largo y de 5 a 10 cm de diámetro. Presentan el ápice cubierto de lana gris y tienen una raíz axomorfa o pivotante que se conecta al tallo a través de un cuello estrecho.
Presentan de 10 a 17 costillas de unos 0,7 cm de alto, se dividen en tubérculos grandes y están ensanchadas alrededor de las areolas redondas. Éstas están separadas unas de otras de 0,5 a 1 cm de distancia, miden de 0,7 a 1 cm de diámetro y están cubiertas de fieltro blanco o marrón. Tienen espinas rectas o ligeramente curvadas, que aunque inicialmente son de color marrón rojizo a negro, más tarde se vuelven de color gris. Entre ellas se distinguen de 1 a 3 espinas centrales gruesas y rectas de 2 cm de largo. También hay de 4 a 7 espinas radiales delgadas, rectas o ligeramente curvadas, de hasta 0,5 a 2 cm de largo. 

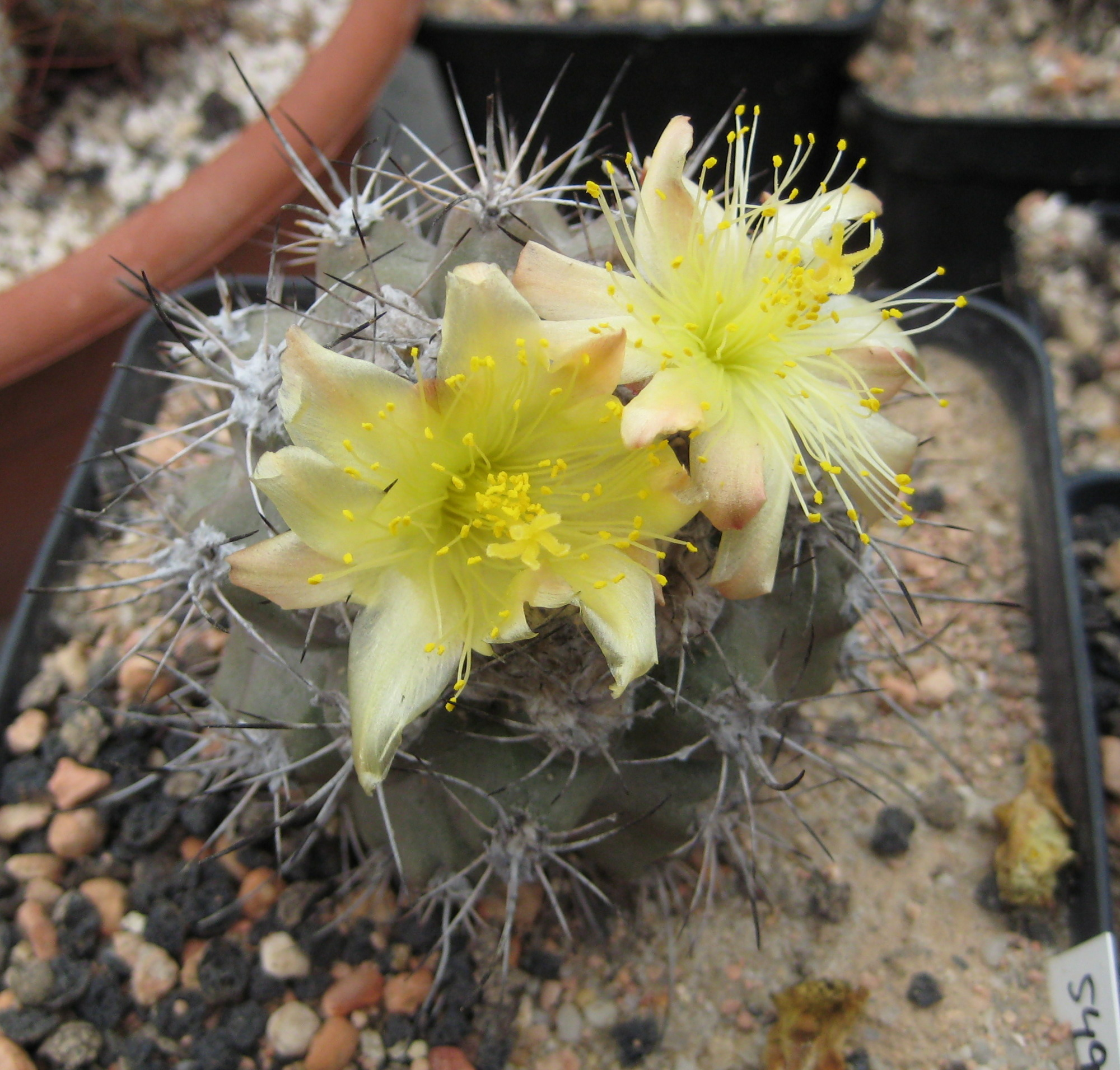
Detalle de la flor

Las flores son de color amarillo claro, aparecen durante todo el verano y crecen en el ápice de los tallos. Desprenden un ligero aroma y miden hasta 4 cm de largo y de 4,5 a 5 cm de diámetro. Los frutos tienen forma esférica, son de color verde claro a rojizo o marrón y miden de 1 a 1,3 cm de diámeto. En su interior contienen semillas de 1,5 mm de largo, con el hilium en posición lateral, alcanzando casi hasta la mitad superior del largo de la semilla.

## Distribución y hábitat

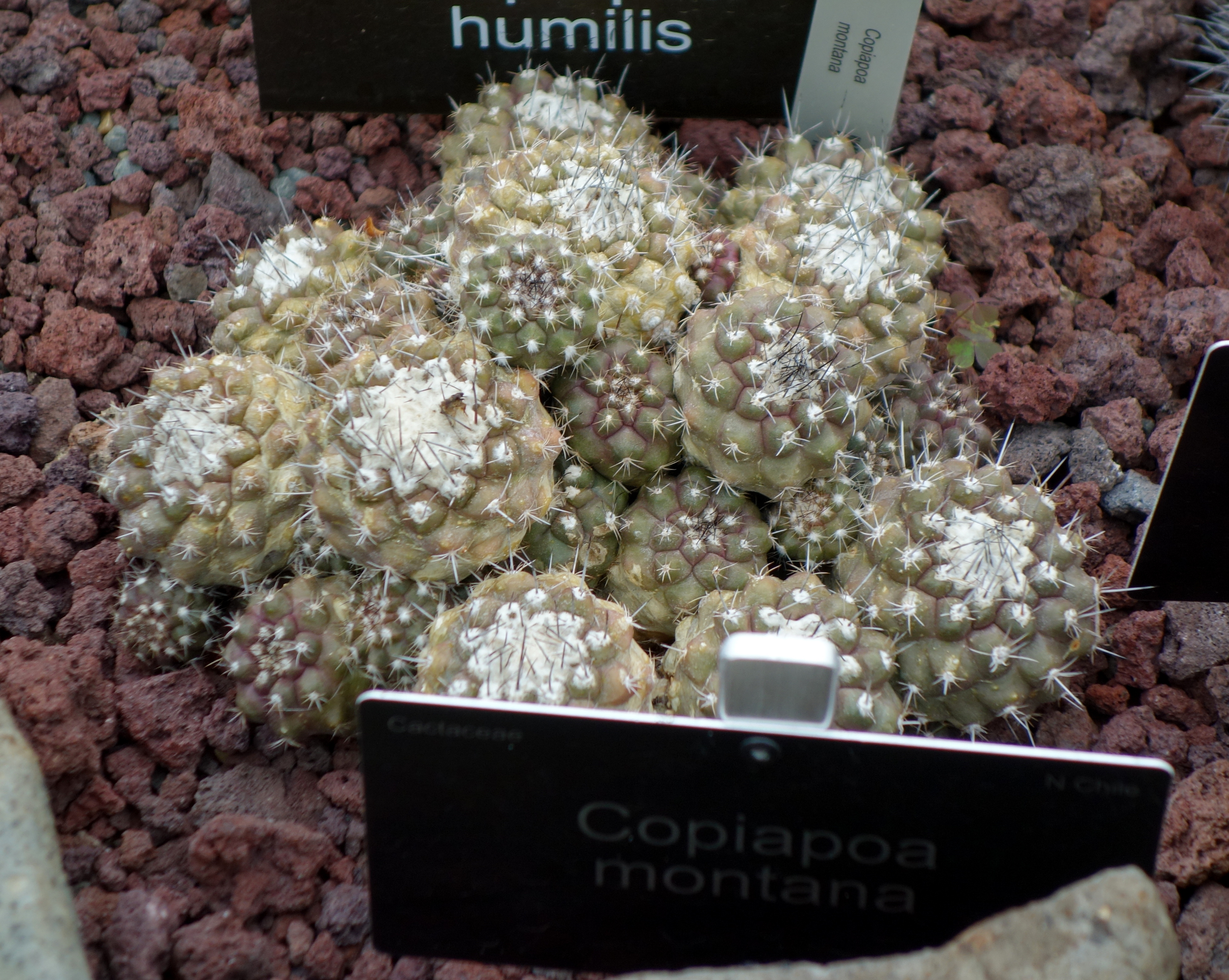
Crecimiento en grupo

El área de distribución nativa de esta especie es el norte de Chile (concretamente en el suroeste de la región de Antofagasta) y crece principalmente en biomas desérticos o de matorral seco, entre los 100 y 1500 metros de altitud. Se desarrolla en montañas altas, creciendo entre las rocas de las laderas con severa erosión.

## Taxonomía
Copiapoa montana fue descrita por el botánico alemán Friedrich Ritter y publicada por primera vez en la revista científica Cactus (Paris) 15 (66): 21 en el año 1960.

Etimología
- Copiapoa: nombre genérico que hace referencia a la ciudad de Copiapó, ubicada en el desierto de Atacama, lugar donde se encuentran la mayoría de las especies de este género.
- montana: epíteto específico latino que significa 'habitante de la montaña', haciendo referencia a la laicalización de la especie.[4]

## Estado de conservación
En la Lista Roja de Especies Amenazadas de la UICN, la especie está clasificada como “En Peligro (EN)”.
Las principales amenazas que sufre la especie se deben a la recolección ilegal y las sequías prolongadas que resultan de la reducción de la duración de la temporada de camanchaca (niebla costera) debido al cambio climático, ya que esta niebla es la principal fuente de agua para estas plantas.

## Usos

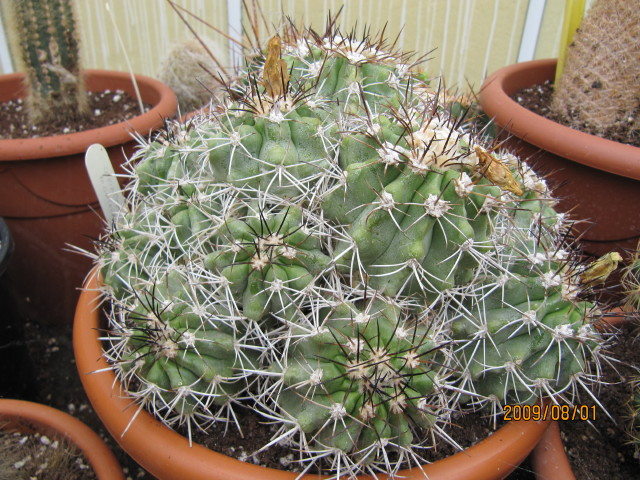
Cultivo en maceta

Se cultiva principalmente como planta ornamental y su propagación se realiza a través de esquejes o semillas.